# Einbaum vom White Loch
Der Einbaum vom White Loch wurde um 1870 in der Nähe der Insel Inch Crindil, (deutsch Insel Crindil) im White Loch, (deutsch weißer See) oder White Loch of Myrton bzw. Loch of Inch gefunden. Der See befindet sich etwa 20 m über dem Meeresspiegel, östlich von Stranraer in Wigtownshire in Schottland. 

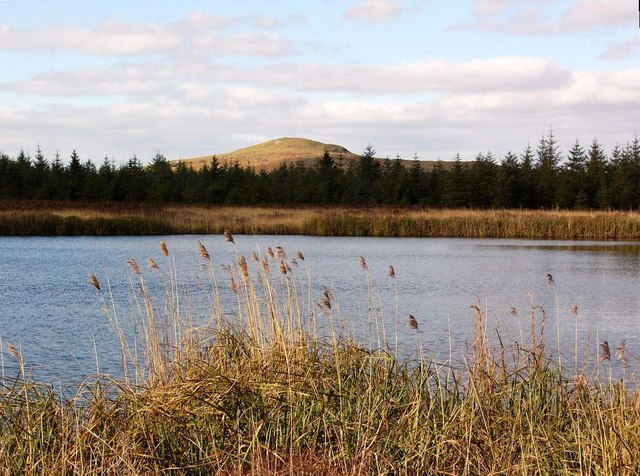
White Loch

Die Entdeckungsumstände wurden nicht detailliert festgehalten. Es wurde zwischen dem Ufer und der Insel gefunden, auf der sich der "Place of Inch", ein mittelalterliches Haus der Earls of Cassillis befand.
Im Dumfries Museum liegen die unbeschrifteten Reste eines Holzbootes, das der Entdeckung im White Loch entspricht. Die 3,94 m langen Reste umfassen ein Ende und die Mitte eines Holzbootes, das aus verknoteten Holzplanken gefertigt wurde. Das andere Ende ging verloren. Das erhaltene Ende (wahrscheinlich der Bug) hat eine abgerundete Spitze, eine Höhe von 14,0 cm und ist außen und innen gerundet. Der Mittschiffsabschnitt ist parallel und etwa 0,5 m breit. Die Seiten waren wahrscheinlich leicht ausgestellt. Eine ist teilweise bis zu einer Höhe von 20,0 cm erhalten. Der Boden ist entlang der Achse etwa 30 mm und in der Nähe der Seiten zwischen 20,0 und 10,0 mm dick.